# Съдебен заседател №2
„Съдебен заседател №2“ (на английски: Juror #2) е американски съдебен драматичен трилър от 2024 г. на режисьора Клинт Истууд, сценарият е на Джонатан Ейбрамс, и участват Никълъс Холт, Тони Колет, Джей Кей Симънс и Кийфър Съдърланд.
Премиерата на филма се състои на AFI Fest на 27 октомври 2024 г. и излиза по кината в Съединените щати на 1 ноември 2024 г.

## Актьорски състав
- Никълъс Холт – Джъстин Кемп
- Зоуи Дойч – Алисън „Али“ Крюсън
- Тони Колет – Кейт Килбрю
- Крис Месина – Ерик Резник
- Кийфър Съдърланд – Лари Ласкър
- Гейбриъл Басо – Джеймс Майкъл Сит
- Франческа Истууд – Кендъл Картър
- Джей Кей Симънс – Харолд
- Ейми Акуино – съдия Телма Холъб
- Лесли Биб – Денис Алдуърт
- Седрик Яброу – Маркъс
- Адриен Мур – Йоланда
- Чикако Фукуйама – Кейко
- Зеле Аврадопулос – Айрийн
- Дрю Шийлд – Броуди